# Luftangriffe auf Gera
In zehn Luftangriffen auf Gera im Zweiten Weltkrieg warfen alliierte Luftstreitkräfte – fast ausschließlich die United States Army Air Forces – von Mai 1944 bis April 1945 insgesamt 550 Tonnen Bombenlast über Gera ab. Etwa 550 Zivilisten verloren ihr Leben (einschließlich Artilleriebeschuss und Tieffliegerangriffe), 1.800 Wohnungen wurden zerstört, es gab 11.450 Obdachlose. Zahlreiche Gewerbe- und Versorgungsbetriebe, öffentliche Gebäude und Kulturbauten fielen den Angriffen zum Opfer. Insgesamt 250, ganz überwiegend schwere viermotorige Bomber, flogen die Angriffe. Im Frühjahr 1945 gab es praktisch keine Luftabwehr, keine Flak oder Jagdflugzeuge mehr. Der schwerste Angriff war das Bombardement von 109 B-17 „Flying Fortress“ am 6. April 1945 mit Spreng- und Brandbomben, besonders auf die Innenstadt, Untermhaus und Pforten, eine Woche vor Einmarsch der US-Bodentruppen. Ein geplantes finales Flächenbombardement durch die britische Royal Air Force blieb der Stadt erspart, da die Zeit dafür bis zur amerikanischen Besetzung am 14. April nicht mehr reichte.

## Luftschutzmaßnahmen

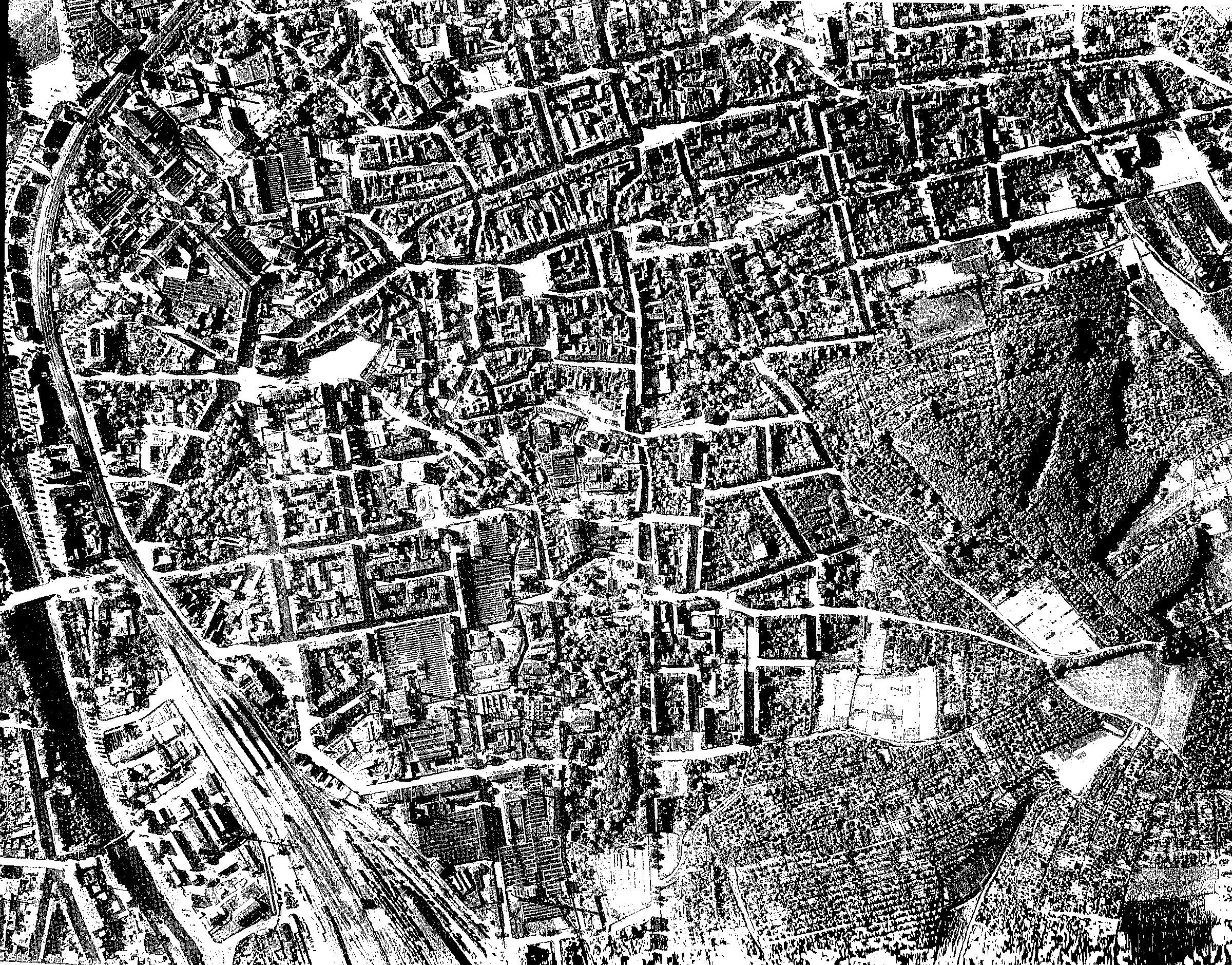
US-Luftbild Gera Mai 1944

Im Rahmen des passiven Luftschutzes spielten die „Geraer Höhler“ eine besondere Rolle. Es handelt sich dabei um ein System künstlicher unterirdischer Hohlräume (Tiefkeller) unterhalb der Ebene der normalen Keller, das früher vor allem zur kühlen Lagerung von Bier angelegt worden war. Diese wurden nun systematisch untereinander verbunden. Öffentliche Luftschutzräume gab es auch unter Brauereien und unter dem Schloss. Gera gehörte zur Gruppe der „Luftschutzorte II. Ordnung“, in denen keine bombensicheren Luftschutzbunker gebaut wurden. Die Luftschutzprobleme verschärften sich noch dadurch, dass Gera ab 1943 Luftkriegsevakuierte aus dem Ruhrgebiet aufnehmen musste, speziell aus Wuppertal-Barmen. Auch bei der Aufnahme ganzer Schulen im Rahmen der Kinderlandverschickung aus diesem Raum war Gera beteiligt. Dazu kamen ab Anfang 1945 Heimatvertriebene aus den Ostgebieten. So nahm die Bevölkerungsdichte in der Stadt laufend zu.

## Angriffsplanungen
In der britischen Liste von Angriffszielen (im Rahmen der Area Bombing Directive) in Deutschland im Zweiten Weltkrieg mit Fischdecknamen war Gera als Weißer Marlin (Schwertfisch, Speerfisch) aufgeführt. Gera war mit seinem Gaswerk, Bahnhofsanlagen und Industrie im laufend aktualisierten „Bomben-Baedeker“ für die britische Luftkriegsplanung und die Bomberbesatzungen enthalten. Auf einer revidierten Liste von Charles Portal, dem Oberbefehlshaber der RAF, vom Januar 1945 war Gera als Ziel unter den deutschen Städten aufgeführt, die „noch über größere unzerstörte Stadtflächen verfügten“. Ab Februar 1945 stand Gera als „Füllziel“ auf einer Liste für alliierte Flächenbombardements. Begründung: zur Erleichterung des sowjetischen Vormarsches, zur Behinderung von Truppen- und Flüchtlingsbewegungen.

## Die einzelnen Angriffe

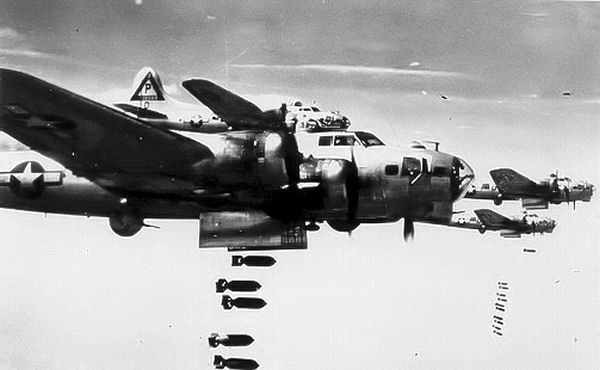
Amerikanische Boeing B-17 „Flying Fortress“ beim Bombenwurf (im Zweiten Weltkrieg)

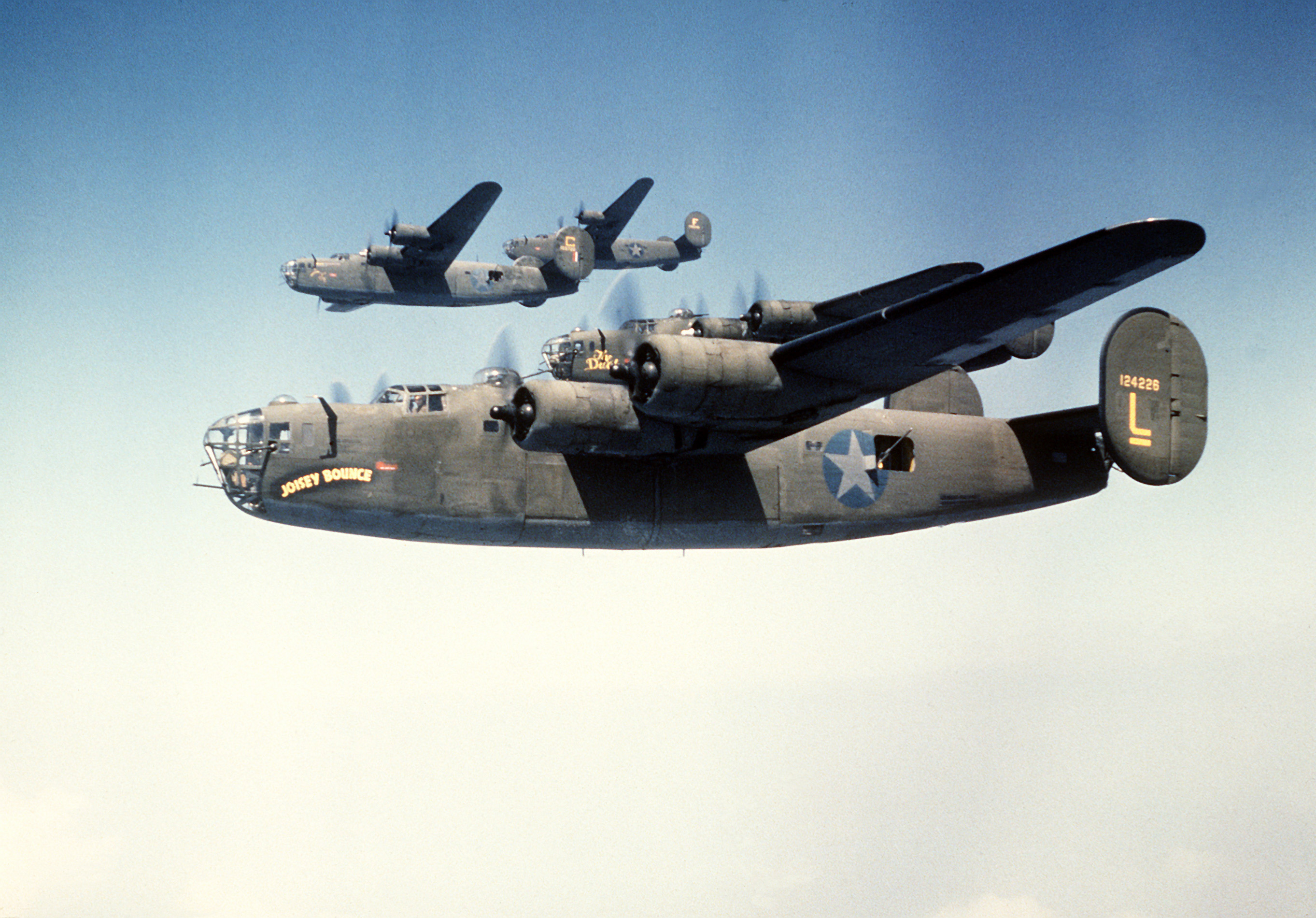
Amerikanische B-24 „Liberator“

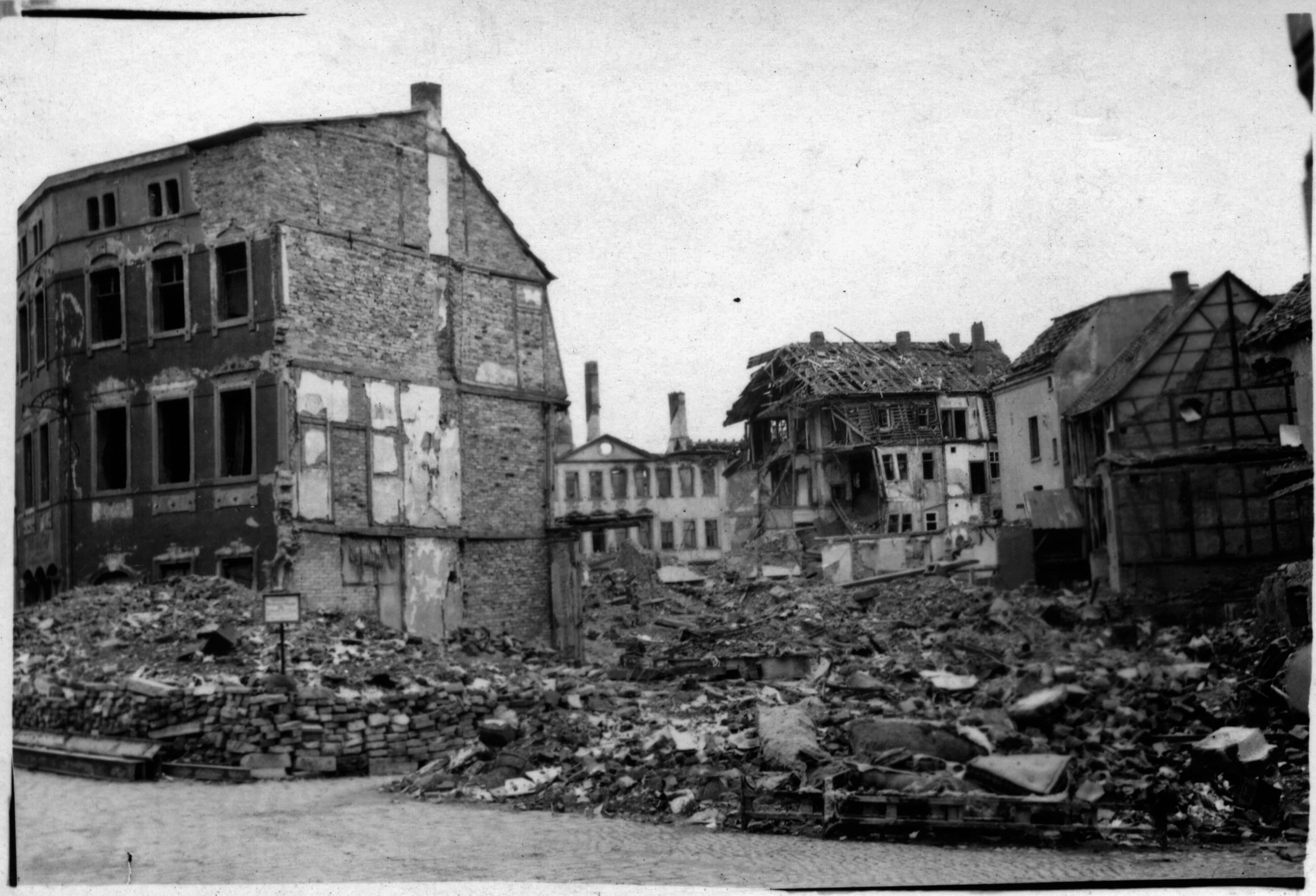
Kriegsschäden in Gera 1945

Die folgenden Angaben basieren im Wesentlichen auf dem Standardwerk von Günter Sagan, Ostthüringen im Bombenkrieg 1939–1945.
Bis auf den ersten und den letzten Bombenangriff, die von der RAF durchgeführt wurden, handelte es sich um Einsätze der 8th Air Force der USAAF und mit Ausnahme des Abwurfs 1940 immer um Tagesangriffe, von insgesamt 250 schweren viermotorigen Bombern. Die hauptsächlichen Attacken begannen mit dem Start der amerikanischen Großoffensive gegen die mitteldeutschen Hydrierwerke im Mai 1944. Ostthüringen lag am Ende der alliierten „Bomberstraße“ zu diesen und anderen Zielen in Mitteldeutschland, die starken deutschen Flakstellungen auswich. Dadurch erhöhte sich auch für Gera die Wahrscheinlichkeit für „Gelegenheitsangriffe“ durch Bomberverbände, die ihr Primärziel nicht gefunden hatten oder deutscher Flakabwehr ausgewichen waren.
- 18. August 1940: gegen 22.00 Uhr überraschender Angriff eines Flugzeugs der RAF mit Spreng- und Brandbomben auf Gera (Liebschwitz, Neu-Taubenpreskeln). Drei Menschen wurden getötet, drei weitere verletzt.[11][12][13]
- 12. Mai 1944: auf Gera als „Gelegenheitsziel“ warfen 14 US-Flugzeuge des Typs B-17„Flying Fortress“ 25 Tonnen Sprengbomben auf Reichsbahnanlagen von Zwötzen bis zur Neuen Straße, auf Wohngebiete und Industrie. Im Lazarett Stadtgarten starben acht Verwundete und zwei Schwestern. Insgesamt gab es 85 Tote, 80 Wohnungen wurden zerstört.[14]
- 28. Mai 1944 (Pfingstsonntag): sechs B-17 der 3rd Bombardment Division warfen auf Gera als Gelegenheitsziel 11,4 Tonnen Sprengbomben auf Bahngelände, Industrie und Wohngebiete. Es gab 3 Tote, 20 Wohnungen wurden zerstört.
- 7. Juli 1944: eine B-17 „Flying Fortress“ stürzte über Liebschwitz ab.
- 13. September 1944: elf B-17-Bomber griffen – in Verwechslung[15] mit ihrem eigentlichen Primärziel Merseburg („Fehlwurf“) – aus 8.000 m Höhe Gera mit 27,5 Tonnen Sprengbomben an. Betroffen waren besonders der Stadtteil Tinz und das Ostviertel. Hospital, Bergschule, eine Maschinenfabrik wurden getroffen, 200 Wohnungen zerstört. Es gab 800 Obdachlose und 44 Tote.
- 7. Oktober 1944: 12 Fliegende Festungen warfen auf Gera als „Gelegenheitsziel“ 27 Tonnen Sprengbomben ab. Schwere Schäden entstanden im Südbahnhofsviertel. 200 Wohnungen wurden zerstört, es gab 1.100 Obdachlose und 62 Tote.
- 30. November 1944: 21 Bomber warfen auf Gera als „Gelegenheitsziel“ 52 Tonnen Sprengbomben. Betroffen waren besonders das Südbahnhofsviertel, Industrie- und Bahnanlagen von Zwötzen bis zum Hauptbahnhof. Getroffen wurde auch das Reußische Theater. 120 Wohnungen wurden zerstört, es gab 13 Tote.
- 6. Februar 1945: Für 30 schwere Bomber war Gera „Gelegenheitsziel“ mit Abwurf von 34 Tonnen Sprengbomben. Besonders getroffen wurde Tinz. 30 Wohnungen wurden zerstört, es gab 90 Tote.
- 23. Februar 1945: Gera war während der Operation Clarion das Primärziel von 46 B-24-Bombern der 2nd Air Division der 8th Air Force mit 107,8 Tonnen Bomben. Starke Schäden entstanden beidseits des Bahnkörpers von Zwötzen bis zu den Hofwiesen, an Industrieanlagen und in Wohngebieten. 150 Wohnungen wurden zerstört, es gab 800 Obdachlose und 36 Tote.
- 6. April 1945: an diesem „Schwarzen Freitag“ war Gera das Ziel eines schweren US-Luftangriffs.[16] 109 Fliegende Festungen B-17 der 3rd Air Division, begleitet von rund 100 Mustang-Jagdflugzeugen, warfen von 10.18 Uhr bis 10.32 Uhr 311,4 Tonnen Bombenlast über Gera ab: Nach Tonnage überwiegend Sprengbomben, aber auch 15.840 Stabbrandbomben. Es handelte sich um einen konzentrierten Angriff aus etwa 4.500 m Höhe im Teppichwurf. Schwere Schäden entstanden besonders in der Stadtmitte, in Untermhaus und in Debschwitz. 1.000 Wohnungen wurden zerstört, 8.000 Menschen wurden obdachlos, 160 Geraer starben. Getroffen wurden das Schloss Osterstein und andere Kulturbauten, das Stadtmuseum, Kaufhäuser, Hotels (Alte Post, Goldene Sonne, Kronprinz), Schulen, Heime, viele andere öffentliche Gebäude, Banken, Versorgungsbetriebe (Schlachthof, Kraftwerk, Güterbahnhof) und Werkanlagen. Ein großer Teil der Innenstadt brannte. Die Geraer Kasernen blieben intakt. Nach dem Bomberangriff gab es Einsätze von Tieffliegern über dem Stadtgebiet. Die Luftschutz-Verantwortlichen von Gera registrierten die „relativ wenigen Toten“ in Relation zu den erheblichen Gebäudeschäden als Erfolg ihrer Schutzmaßnahmen.
- 7. April 1945: Ein Bomber der RAF warf eine 4.000-Pfund-Luftmine und 9 Sprengbomben über dem noch brennenden Stadtzentrum ab. Das Stadtmuseum mit seinen Sammlungen wurde erneut getroffen, wie bereits am Tag vorher. Es gab drei Tote.
- 11. und 12. April 1945: Bei Artilleriebeschuss und durch Tiefflieger mit Bordwaffenbeschuss starben 11 Menschen.
- 14. April 1945: US-Truppen ziehen ohne Widerstand in Gera ein.

## Todesopfer und materielle Schäden
Die Zahl der zivilen Todesopfer lag bei insgesamt 550 (einschließlich Artilleriebeschuss und Tieffliegereinsätze). Die Zahl der Verletzten war noch deutlich größer. 1.800 Wohnungen wurden zerstört, 11.450 Menschen wurden obdachlos. Zahlreiche Gewerbe- und Versorgungsbetriebe, öffentliche Gebäude und Kulturbauten fielen den Angriffen zum Opfer.

## Verluste und Schäden an Kulturbauten
Diese Angaben basieren auf dem Standardwerk Eckardt Götz (Hrsg.): Schicksale deutscher Baudenkmale im Zweiten Weltkrieg, 1978, in Band 2: Rudolf Zießler: Gera (Stadtkreis Gera). Außerdem herangezogen: Günter Sagan: Ostthüringen im Bombenkrieg 1939–1945.
- Schloss Osterstein: das frühere Residenzschloss von Reuß jüngerer Linie wurde am 6. April 1945 schwer durch Bomben getroffen und brannte einschließlich seiner Ausstattung (Gobelinsaal, Marmorsaal) völlig aus, auch die Schlosskirche war betroffen. Die vernachlässigten Ruinen des Schlosses wurden 1962 gesprengt, nur der Bergfried und Reste von Wirtschaftsgebäuden und Schlosshof sind erhalten. Auch verlagerte Ausstattungsstücke wurden vernichtet, so die Gobelins im Schloss Schleiz.

- Die barocke frühere Orangerie wurde am 6. April 1945, besonders in ihrem Südflügel, durch Bomben stark beschädigt. Auch die Parkanlage Küchengarten erhielt Bombentreffer.
- Das Fürstlich-Reußische Theater wurde bei einem Bombenangriff am 30. November 1944 getroffen, das Kulissenhaus des Theaters am 6. April 1945 zerstört.
- Das Stadtmuseum Gera, das frühere Zucht- und Waisenhaus, wurde bereits am 6. April 1945 schwer beschädigt und brannte mitsamt seiner Sammlungen aus, dann wurde es noch durch eine Minenbombe am 7. April zerstört.
- Die „Alte Post“ wurde am 6. April 1945 mit Ausnahme der Straßenfront durch Bomben zerstört, das Figurenportal beschädigt.
- Das „Näglersche Haus“ (Burgstraße 6) wurde am 6. April 1945 durch Bomben zerstört, die Ruine 1946 abgetragen, das beschädigte Portal geborgen.
- Das „Kutschenbachsche Haus“ (Johannisplatz 3) brannte beim Bombenangriff am 6. April 1945 aus, die Ruinen wurden nach 1954 beseitigt, die barocke Portalanlage in einen Neubau einbezogen. Das mit dem Kutschenbachschen verbundene Haus Markt 6 brannte am 6. April 1945 aus.
- Die Hotels „Goldene Sonne“ und „Kronprinz“ brannten am 6. April aus.
- Der Barockbau Markt 6 wurde zerstört.
- Zahlreiche Einzelgebäude erlitten leichtere Schäden, so die Trinitatiskirche und das Geraer Rathaus. Historische Grabanlagen neben der Trinitatiskirche gingen verloren.

## Begräbnis- und Gedenkstätten

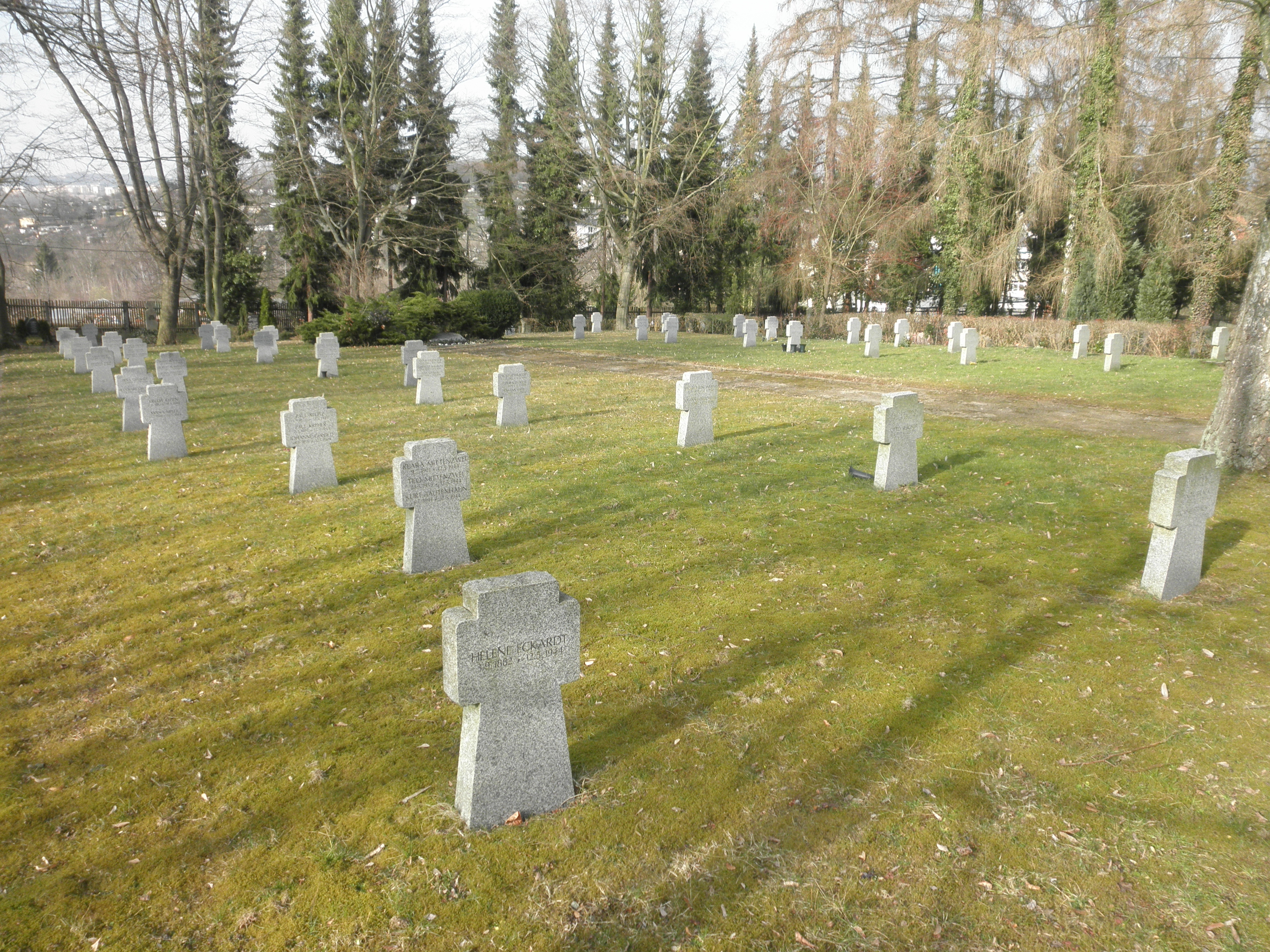
Bombenopfer 1944/45 auf Ostfriedhof in Gera (Teilansicht)

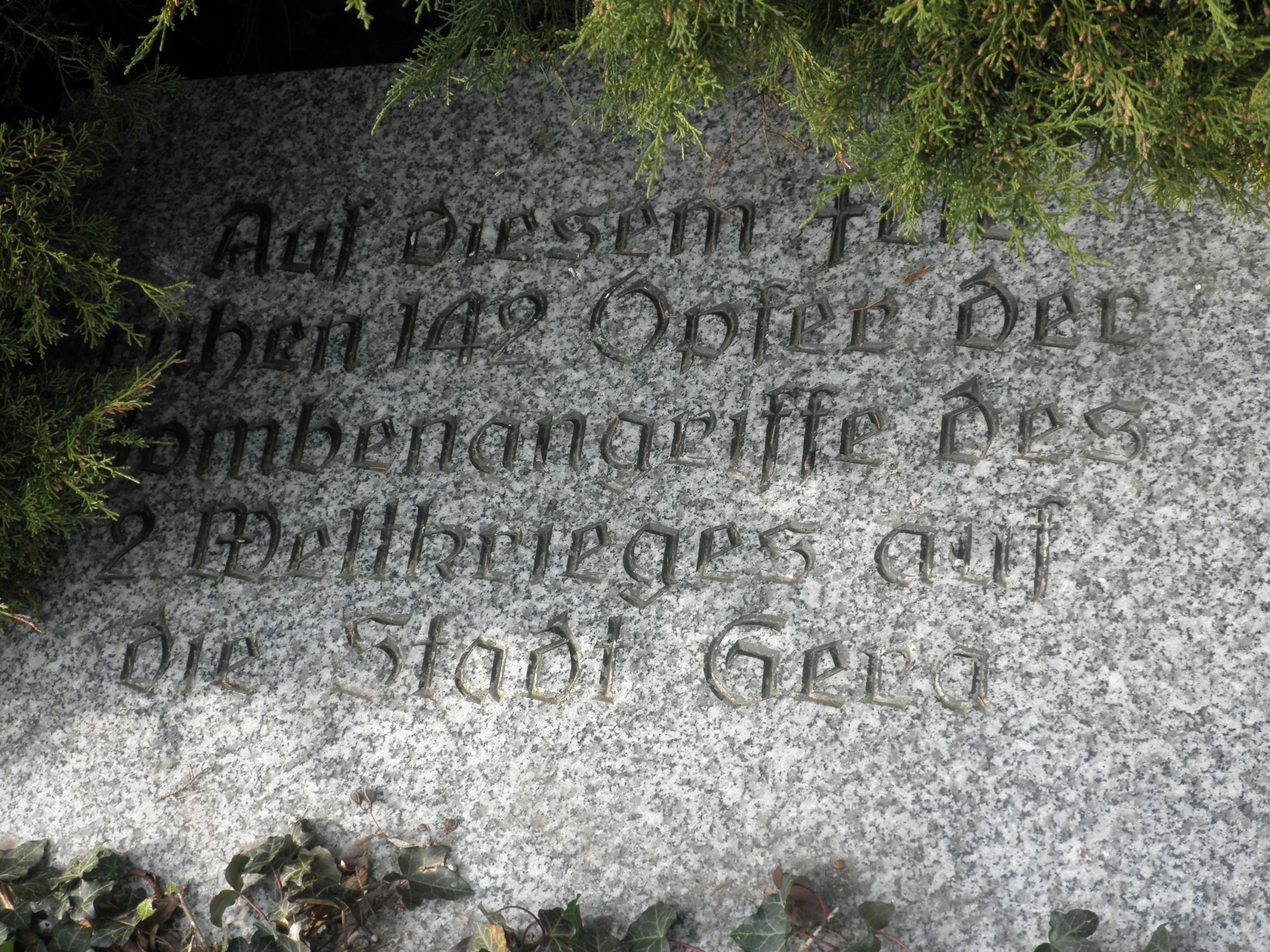
142 Bombenopfer von 1944/45 auf Grabfeld auf Ostfriedhof in Gera

Auf dem Geraer Ostfriedhof findet sich ein großes Gräberfeld mit steinernen Grabkreuzen nach der Art des Volksbundes Deutsche Kriegsgräberfürsorge und einer Tafel mit der Inschrift: „Auf diesem Feld ruhen 142 Opfer der Bombenangriffe des 2. Weltkrieges auf die Stadt Gera“. Die Sterbedaten beginnen im Mai 1944 und enden im April 1945. Etwas entfernt liegt ein zweites, kleineres Gräberfeld mit Bombenopfern. Dort wurden auch zahlreiche betroffene Flüchtlinge aus Schlesien, darunter Diakonissen, beigesetzt.